# Sina Vodjani
Sina Vodjani aussi connu sous le nom de Sijano Vodjani (né en 1954 à Ispahan en Iran) est un musicien, photographe et peintre vivant en Allemagne , fils d'une mère française et d'un père iranien.

## Biographie
Sina Vodjani a grandi successivement à Téhéran, San Francisco et Paris. Ainsi, dès la petite enfance, il est confronté à plusieurs cultures. Très jeune, il apprend le chant et la guitare, mais il est fasciné par la musique orientale. 
En 1975, il part pour Hambourg. C’est là qu’il se fait connaître comme interprète de chansons françaises et qu’il entreprend deux années d’études de composition. 
Au début des années 1980, Sina Vodjani commence un cursus d’études de musicologie à Brême, en ayant comme matière principale la guitare. Il termine ses études en 1986.
Lors d’un séjour en Inde, il est initié au sitar et au râga par le virtuose Amit Roy. 
Parallèlement à ses activités de compositeur, d’arrangeur et de producteur, Sina Vodjani travaille en tant que photographe et peintre ; ses travaux sont exposés à Paris, à Hambourg et dans le nord de l’Allemagne. À la suite de sa découverte du bouddhisme en 1994, il voyage au Népal et au Tibet. En 1996, Sina Vodjani incorpore dans un album un chant du 16e Karmapa qui s'exila en Inde en 1959. Il rencontre et enregistre les prières du 17e karmapa Orgyen Trinley Dorje alors qu'il vit encore au monastère de Tsourphou. 
En collaboration avec divers musiciens internationaux, Sina Vodjani réalise une œuvre qui associe sonorités orientales traditionnelles et rythmes modernes, aux chants et prières du karmapa. Pour d’autres albums du même registre, il réussit à collaborer avec le maître de méditation Geshe Thubten Ngawang ainsi qu'avec la nonne tibétaine Ani Chöying Drolma. Il dédie un album à Amma. 
Son projet actuel, Zarathoustra, regroupe un CD, un DVD et un album de photographies. Il s'est inspiré d’un voyage d'un mois à travers l’Iran en 2005.
Depuis plusieurs années, il présente ses peintures et photographies dans des expositions internationales d'art contemporain.

## Discographie
Discographie sur le site officiel
- Karmapa secret of the crystal mountain, 1996
- Zarathustra, 2007
- The Shaman's Flight, 2002
- Karmapa
- Sacred Buddha - HH The 17th Gyalwa Karmapa, 1998
- Mahakala: puja with his Holiness the 17th Gyalwa Karmapa, 2000
- Healing the Heart, 2006
- Dancing Dakini, avec la voix d'Ani Chöying Drolma, 2002
- Bird of Hope, 2002
- Om Shanti, 2006
- Moonlight Whispers, avec Larry Coryell et Ronu Majumdar, 2011
- Raga Moods, avec Kushal Das, 2006
- Devotion, avec Ronu Majumdar, 2006
- Karma Love & Compassion, 2006